# Димитрије Ј. Антула
Димитрије Ј. Антула (1870 - 1924) је био геолог, генерални директор Рударског одељења министарства шума и руда и један од утемељитеља геологије у Србији.

## Биографија
Димитрије Ј. Антула је рођен 9. новембра 1870. године у Београду,  умро је у Београду, 17. јула 1924. године. Био је цинцарског порекла, из породице Антула, са Љубом Миленковић имао је сина Милорада и кћерку Радимилу.
У Београду је завршио 1891. године студије геологије  на Природно-математичком одсеку Филозофског факултета Велике школе у Београду. На Универзитету у Бечу током специјализације одбранио је докторску дисертацију која је по објављивању (1899) ушла у ред светске литературне класике о цефалоподима доње креде.
Радио је затим по повратку у Србију као професор у Трећој београдској гимназији и на Техничком факултету, а био је 1897. године постављен за државног геолога у рударском одељењу Министарства шума и руда, а 1919. године је постао генерални директор Генералне рударске дирекције у том министарству.
Био је асистент 1897/98. године на Филозофском факултету на предмету Геологија, а на Техничком факултету у Београду је био хонорарни наставник на предметима Основе минералогије и Геологија од 1906/07 до 1913/14. године, а касније до 1922. године је био и хонорарни наставник за предмет Техничка геологија са минералогијом.
Када су започети истражни радови у Бору (1897), Димитрије Антула је био државни геолог у Рударском одељењу министарства шума и руда, и када је Ђорће Вајферт од Министарства шум и руда затражио 1903. године повластицу за експлоатацију бакарних и свих осталих руда у Бору, Рударско одељење Министарства је образовало комисију која је имала задатак да одлучи да ли заиста има услова за издавање повластица. У комисији су били: Светолик Радовановић, профеор геологије, Јован Милојковић, рударски инжењер и др Димитрије Антула геолог рударског одељења у Министарства шума и руда.  Комисја је у мају 1903. године када је боравила у Бору утврдила да резерве рудишта износе 250 000 тона богате бакарне руди а на основу оваквог извештаја већ 30. септембра исте године је Ђорђу Вјферту одобрена концесија на 50 година за експлоатацију руде у тадашњој борској, кривељској и оштрељској општини.
Следеће 1904. године Димитрије Антула је у Рударском гласнику објавио студију: О бакарним рудиштима у атарима општине борске и кривељске у срезу зајечарском, округа тимочког. Наредних 1906. и 1907. године Димитрије Антула је обавио теренска геолошка истраживања тимочког андезитског масива и резултате истраживања је 1909. године објавио под насловом: Геолошка истраживања у тимочком андезитском масиву.
У природњачком музеју сачувано је 6 збирки поклона међу којима је и збирка поклона Димитрија Антуле поред збирки Петра Павловића, Владимира Петковића, Светолика Радовановића, Јована Цвијића и Недељка Кашанина.
Академија инжењерских наука (Одељење рударских, геолошких и системских наука) установила је Повељу Димитрија Антуле, за врхунска остварења у рударству, геологији и системском инжењерству у знак поштовања и сећања на његово име и дело.